# Rita Georg
Rita Georg (* 11. Juni 1900 in (Berlin)-Charlottenburg; † 30. November 1973 in Vancouver, Kanada) war eine deutsche Soubrette und Operettensängerin (Sopran).

## Leben
Rita Georg wurde als Rita Karoline Clara Joseph geboren. Ihr Vater war der jüdische Schauspieler Georg Joseph (Künstlername Richard Georg, * 1862 Glogau; † 1921 Berlin), ihre Mutter Lilly Joseph, geborene Flohr (* 1880 Berlin; † nach 1930). Der Komponist Franz Lehár entdeckte und förderte die junge Sängerin, die laut Experten und Kritikern stimmlich nicht an ihre Kolleginnen Marta Eggerth und Gitta Alpár heranreichte. 1919 hatte sie eine Filmrolle in dem Stummfilm Das Gebot der Liebe. 1926 paradierte sie in einer Hosenrolle in Karl Farkas Revue Journal der Liebe am Wiener Bürgertheater. Rita Georg war Lehárs erste Sonja in seinem 1927 uraufgeführten Zarewitsch an der Seite von Richard Tauber. Bekannt wurde sie vor allem als Mary in Emmerich Kálmáns Die Herzogin von Chicago im Jahr 1928 im Theater an der Wien.
Ab 1933 verlegte sie ihre Wirkungsstätte nach Frankreich. Dort spielte sie u. a. im Pariser Empire-Theater in Ralph Benatzkys Deux sous de fleurs. Um 1938/39 ging sie in die Niederlande und gehörte dort zum Ensemble des von Willy Rosen und anderen Berliner Emigranten gegründeten „Theaters der Prominenten“, das auch nach der deutschen Besetzung bis 1942 bestand. An ihrer Seite spielten unter anderem Siegfried Arno und Trude Berliner. 1943 wurde sie von den Deutschen inhaftiert, kam aber wieder frei und konnte emigrieren.
Rita Georg war zeitweilig mit Henri Varna (* 1887 Marseille; † 1969 Paris) verheiratet, dem Direktor des „Casino de Paris“. Noch vor dem Zweiten Weltkrieg lernte sie Charles Bloch-Bauer (* 1901 Wien; † 1968 Vancouver) kennen, den sie am 1. Mai 1940 in Paris heiratete und mit dem sie 1947 nach Vancouver übersiedelte.

## Filmografie
- 1919: Das Gebot der Liebe

## Diskografie
Rita Georg machte Aufnahmen für die Label Electrola (Die Herzogin von Chicago, aufgenommen in Berlin im Jahr 1928), Homocord (Duette mit Hans Heinz Bollmann aus Die Csardasfürstin, Berlin 1930), HMV (Der Bauerngeneral, Wien 1931), Parlophon (Die Blume von Hawaii, Berlin 1931), Deutsche Grammophon (Die Dubarry, Berlin 1931), Columbia (Bravo Peggy, Wien 1932), nochmals HMV (Katinka, Deux sous les fleurs, Paris 1933), Pathé (2 Lieder, Paris 1938) und Austrophon (4 Lieder mit Peter Kreuder und seinem Orchester,  Wien um 1948).
Einzeltitel (Auswahl)
- Wir Ladies aus Amerika und Ein kleiner Slowfox mit Mary aus: Die Herzogin von Chicago, 1928
- Heut hab ich ein Schwipserl aus: Die Blume von Hawaii, 1931
- Potpourri aus: Die Dubarry (Millöcker-Mackeben), mit Marcel Klass und dem Orchester Ilja Livschakoff, 1931.